# Jämaja
Koordinaten: 58° 0′ N, 22° 3′ O

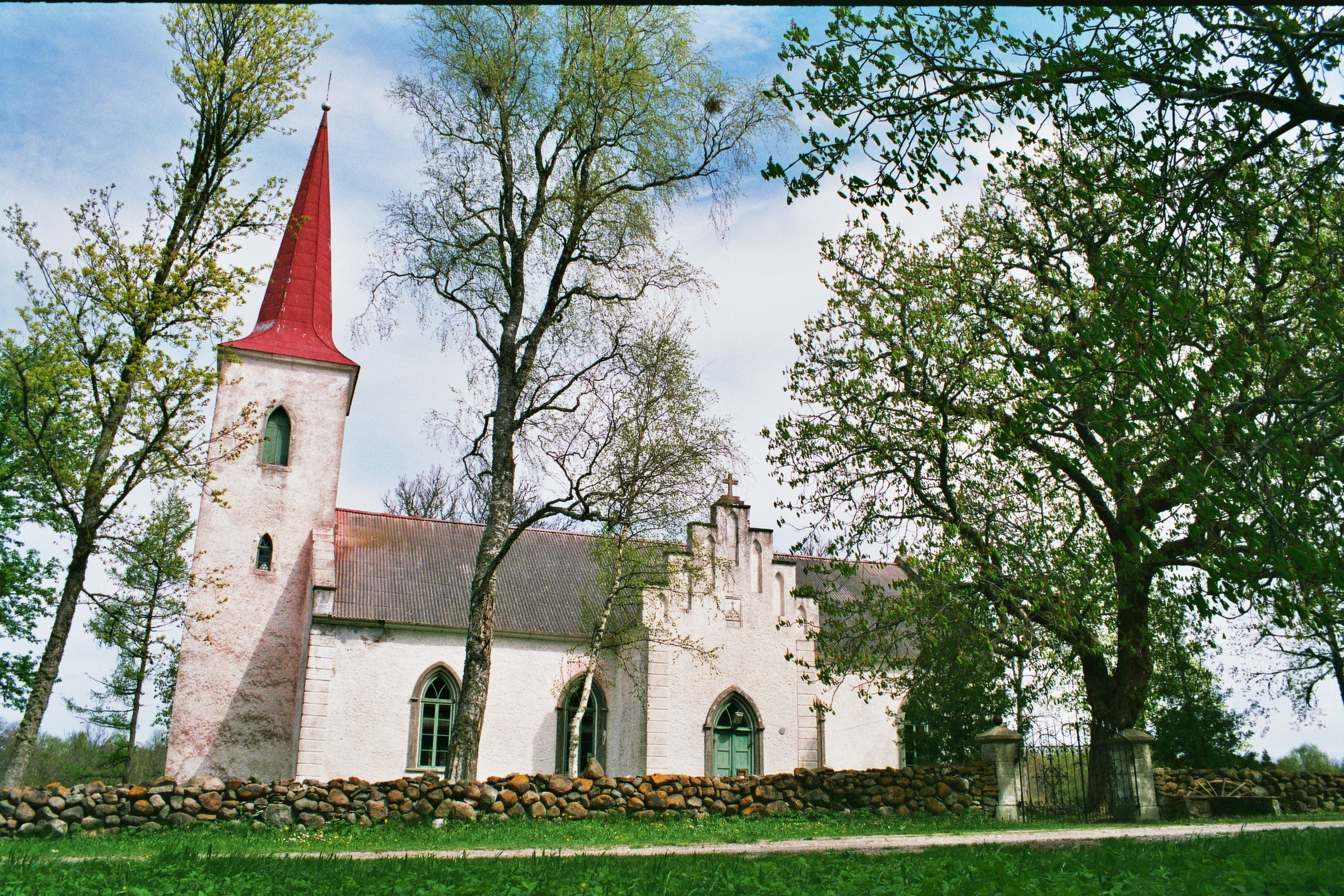
Kirche von Jämaja

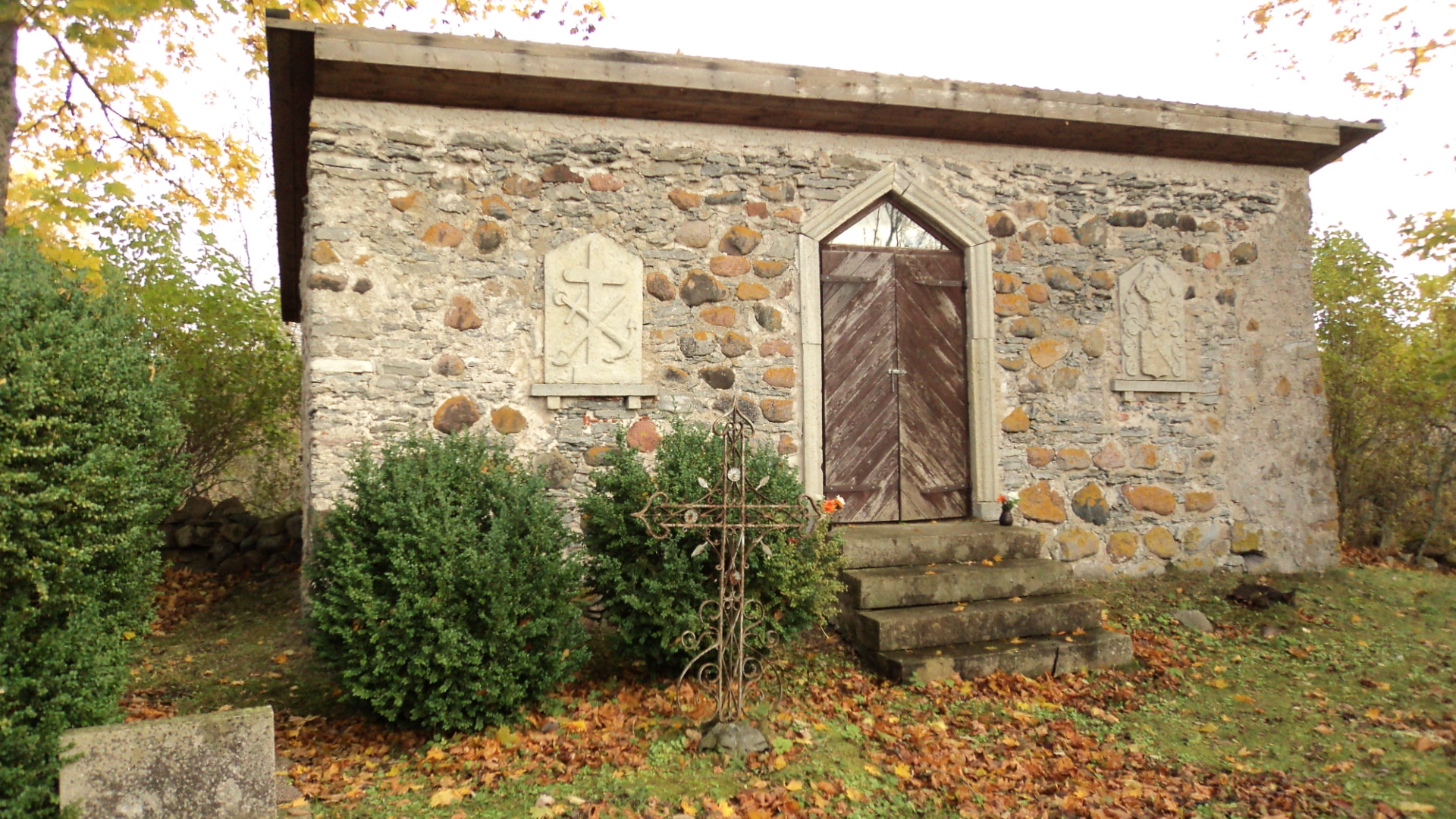
Kapelle der Familie von Buxhoeveden

Jämaja (deutsch Jamma) ist ein Dorf (estnisch küla) auf der größten estnischen Insel Saaremaa. Es gehört zur Landgemeinde Saaremaa (bis 2017: Landgemeinde Torgu) im Kreis Saare.

## Einwohnerschaft und Geschichte
Der Ort an der Westküste der Halbinsel Sõrve hat 19 Einwohner (Stand 31. Dezember 2011).
Er war mit seiner Kirche und dem Pastorat früher Mittelpunkt eines Kirchspiels, das seit 1449 urkundlich belegt ist.

## Kirche
Der Vorläufer der heutigen evangelisch-lutherischen St.-Trinitatis-Kirche von Jämaja wurde wahrscheinlich im 13. Jahrhundert aus Holz errichtet. 1449 wurde das Gotteshaus erstmals urkundlich erwähnt.
Der heutige Steinbau stammt von einer Umgestaltung von 1864 im Stil des Historismus. An das einschiffige Langhaus schließen sich ein schmaler Chor und an der Westseite ein viereckiger Turm an.
Die Kanzel im Stil der Renaissance wurde um 1612 geschaffen. Sie stammt vermutlich aus der Laurentius-Kirche von Kuressaare.

## Friedhof
Auf dem Friedhof erinnert ein am Ufer errichtetes Gedenkkreuz an die Opfer des deutschen Transportschiffs Moero. Es wurde am Morgen des 22. September 1944 bei der Evakuierung von Tallinn von der sowjetischen Luftwaffe versenkt. Dabei kamen auf der Ostsee die Mehrzahl der mindestens 1300 (offiziell), aber wahrscheinlich um die 3000 estnischen Flüchtlinge und deutschen Verwundeten an Bord ums Leben; nur 618 wurden gerettet.